# Feuchtkissen

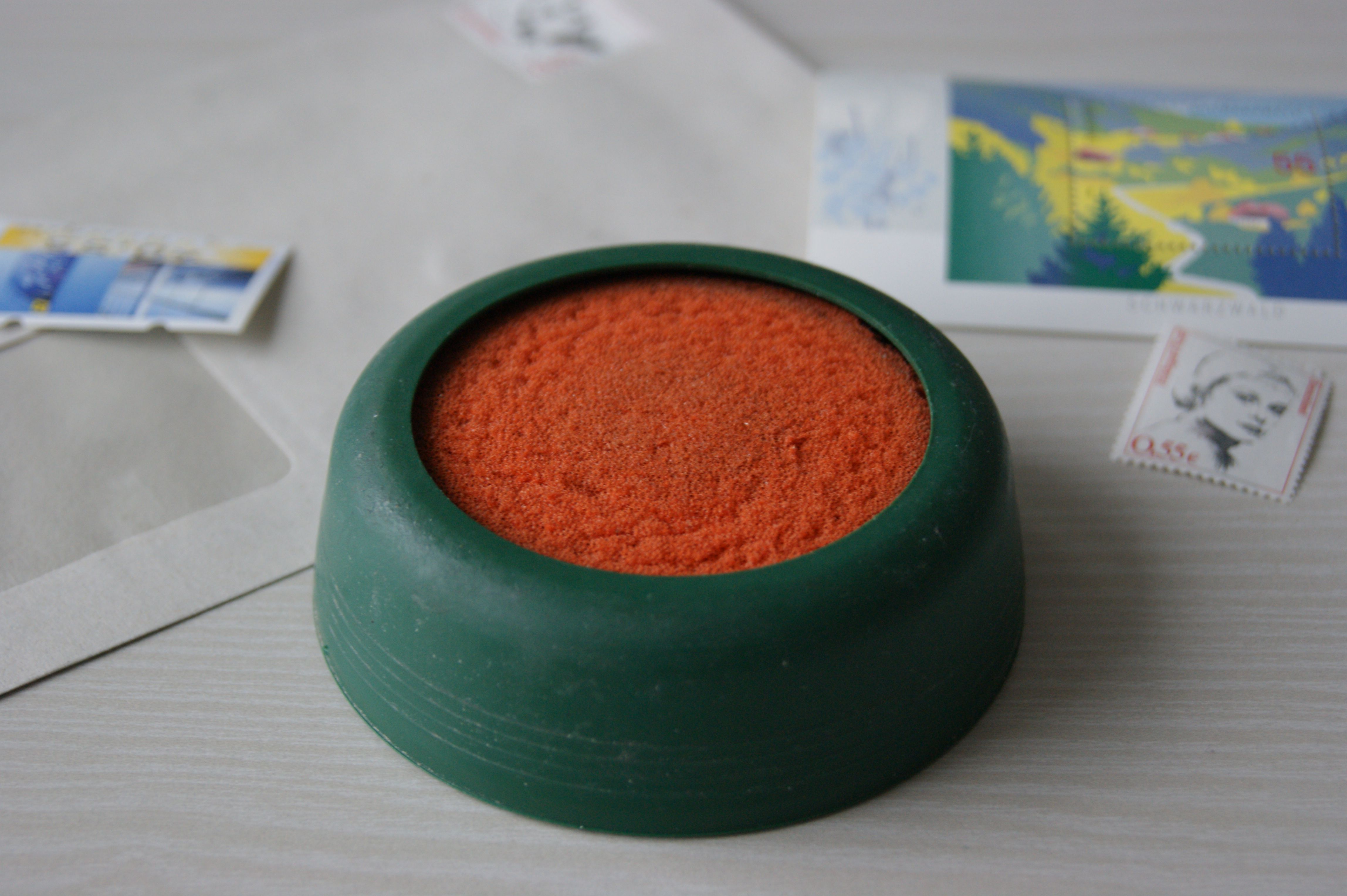
Rundes Feuchtkissen mit Schwamm im Gummibett

Ein Feuchtkissen, auch Anfeuchter genannt, ist ein in der Regel Kissen-artiges Hilfsmittel zur Befeuchtung zumeist von vorgummierten Briefmarken oder auch Brief- und anderen Umschlägen aus Papier. Insbesondere in der ersten Hälfte des 20. Jahrhunderts wurden mit den häufig auf den Schreibtischen etwa von Büros platzierten Anfeuchtern auch Etiketten und Siegelmarken sauber und schnell benässt.

## Geschichte
1884 erhielt „J. Leh und G. Langenbach in Bruchsal“ ein Patent unter der Nummer D. P. 23788 für ihren „Apparat zum Anfeuchten gummirten Papiers … Behufs Anfeuchten des Papiers“ wurde dasselbe zwischen einer Druckrolle einem Feuchtkissen hindurchgezogen.
Der Anfeuchter „Hansa“ wurde 1905 „für jeden Schreibtisch“ und als Geschenk offeriert. Sein Feuchtkissen blieb auch bei Benutzung lange feucht durch einen mittels Adhäsion saugenden Faden, der mit einem kleinen Wasserbehälter verbunden war. Durch eine patentierte Klappe sollte eine Beschmutzung der zu befeuchtenden Papiere weitgehend vermieden werden. Gleichzeitig war der Apparat als Briefbeschwerer insbesondere für den bereits befeuchteten Brief gedacht, der durch das Gewicht des Anfeuchters dauerhaft verschlossen werden sollte. Anbieter der damaligen Neuheit war Richard Beckmann in Berlin S., Ritterstraße 37.
1905 listete das Patentblatt unter der Nummer 70b mit Datum vom 17. Mai des Jahres eine Patentanmeldung von Roderich von Bandel für seinen „Briefumschlag- und Marken-Anfeuchter mit Filzrollenstöpsel“.
1908 wurde das Patent auf einen Fingeranfeuchter für Kartenspieler und dergleichen von Max Kühne in der Lüßnerstraße 74 in Leipzig-Lindenau angepriesen.
Zum Zählen von Geldscheinen beschrieb die Papier-Zeitung 1919 einen Fingeranfeuchter aus vernickeltem Blech mit einer inliegenden Filzscheibe aus Wolle. Am Boden der Kapsel ragte ein beiderseitig spitzer, biegsamer Draht durch Löcher heraus, so dass der Behälter an der Jacke des Geldzählers befestigt werden konnte.